# Александровская колонна
Алекса́ндровская коло́нна (также иногда называется Александрийский столп, по стихотворению А. С. Пушкина «Памятник») — памятник в стиле ампир, находящийся в центре Дворцовой площади Санкт-Петербурга. Воздвигнута в 1834 году архитектором Огюстом Монферраном по указу императора Николая I в память о победе его старшего брата Александра I над Наполеоном. Находится в ведении Государственного Эрмитажа.

## История создания

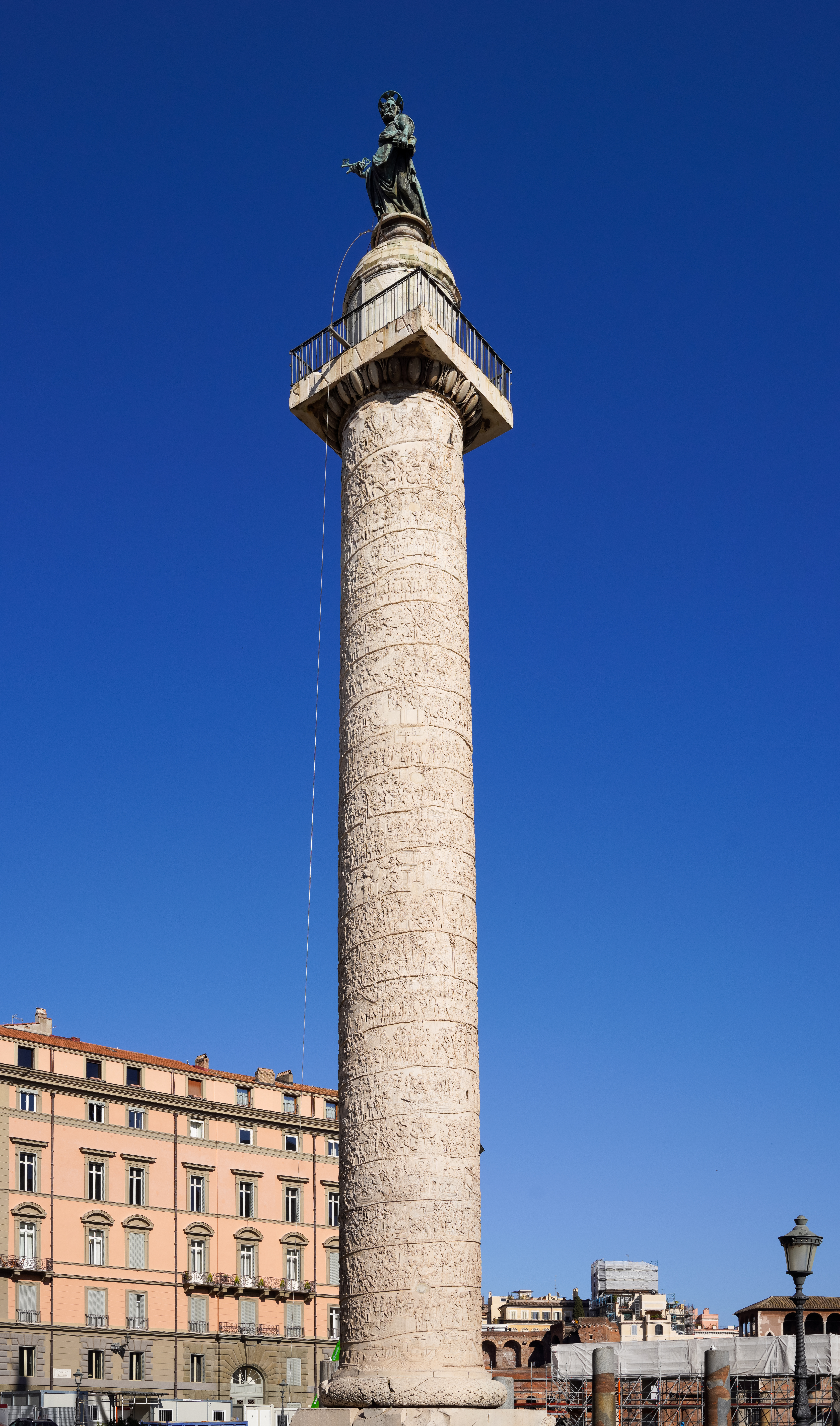
Колонна Траяна в Риме — прообраз Александровской колонны

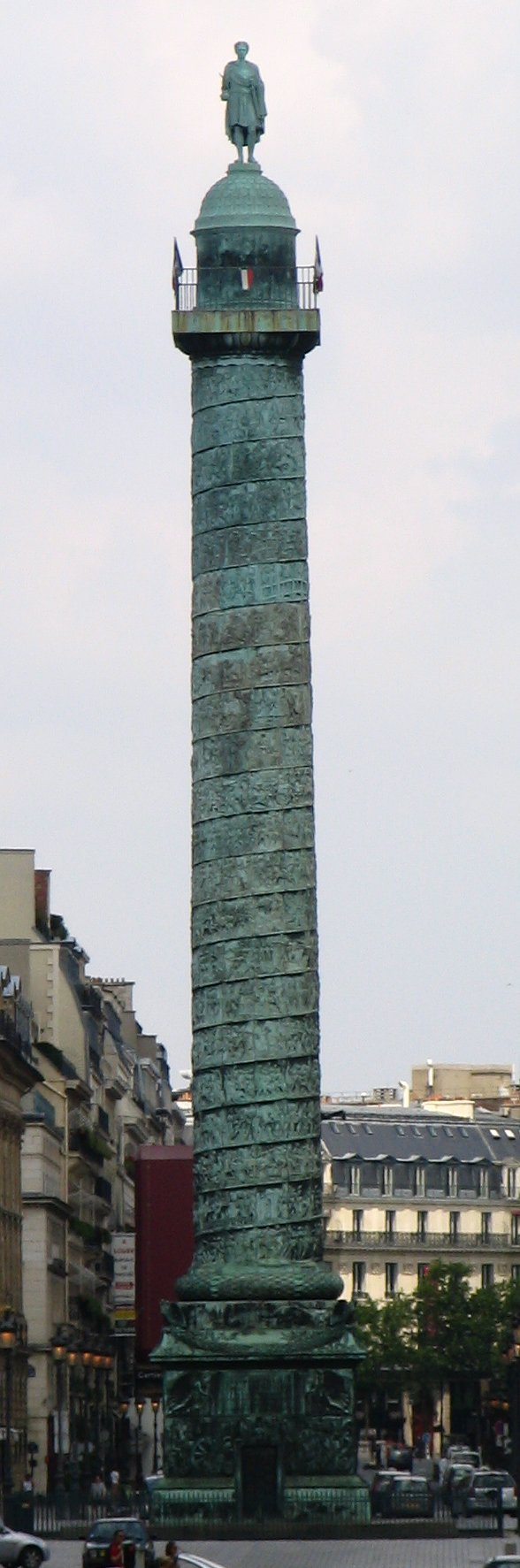
Вандомская колонна в Париже — памятник Наполеону

Идея создания памятника Александру I, увенчанного фигурой ангела (известно семейное прозвище Александра: «наш Ангел») была впервые предложена Фридрихом Вильгельмом IV во время его пребывания в Петербурге. Знаменитый архитектор Карл Росси, возводивший здание Главного штаба и завершая ансамбль Дворцовой площади, также предлагал в центре площади расположить памятник (впрочем, не отвергая идею установки ещё одной конной статуи Петру I).
Открытый конкурс на создание монумента был официально объявлен от имени императора Николая I в 1829 году с формулировкой в память о «незабвенном брате». Огюст Монферран откликнулся на этот конкурс проектом воздвижения грандиозного гранитного обелиска. Принимая во внимание размеры площади, Монферран не рассматривал варианты скульптурного монумента, понимая, что, не имея колоссальных размеров, он просто потеряется в её ансамбле.
Эскиз того проекта сохранился и находится в библиотеке Института инженеров путей сообщения, он не имеет даты, по мнению Никитина, проект относится к первой половине 1829 года. Монферран предлагал установить гранитный обелиск, подобный древнеегипетским обелискам на гранитном цоколе. Общая высота монумента составляла 33,78 метров. Лицевую грань предполагалось украсить барельефами, изображающими события войны 1812 года в снимках со знаменитых медальонов работы медальера графа Ф. П. Толстого.
На пьедестале планировалось выполнить надпись «Благословенному — благодарная Россия». На пьедестале архитектор расположил барельефы (автором которых был тот же Толстой) с изображением Александра в виде римского воина на коне, попирающем ногами змею; впереди всадника летит двуглавый орёл, за всадником следует богиня победы, венчающая его лаврами; коня ведут две символические женские фигуры.
На эскизе проекта указано, что обелиск должен был превзойти все известные в мире монолиты своей высотой. Художественная часть проекта превосходно выполнена акварельной техникой и свидетельствует о высоком мастерстве Монферрана в различных направлениях изобразительного искусства. Сам проект был тоже сделан «с большим мастерством».
Пытаясь отстоять свой проект, архитектор действовал в пределах субординации, посвятив Николаю I своё сочинение «Plans et details du monument consacré à la mémoire de l’Empereur Alexandre», но идея всё же была отвергнута и Монферрану было недвусмысленно указано на колонну как на желаемую форму памятника.

### Итоговый проект

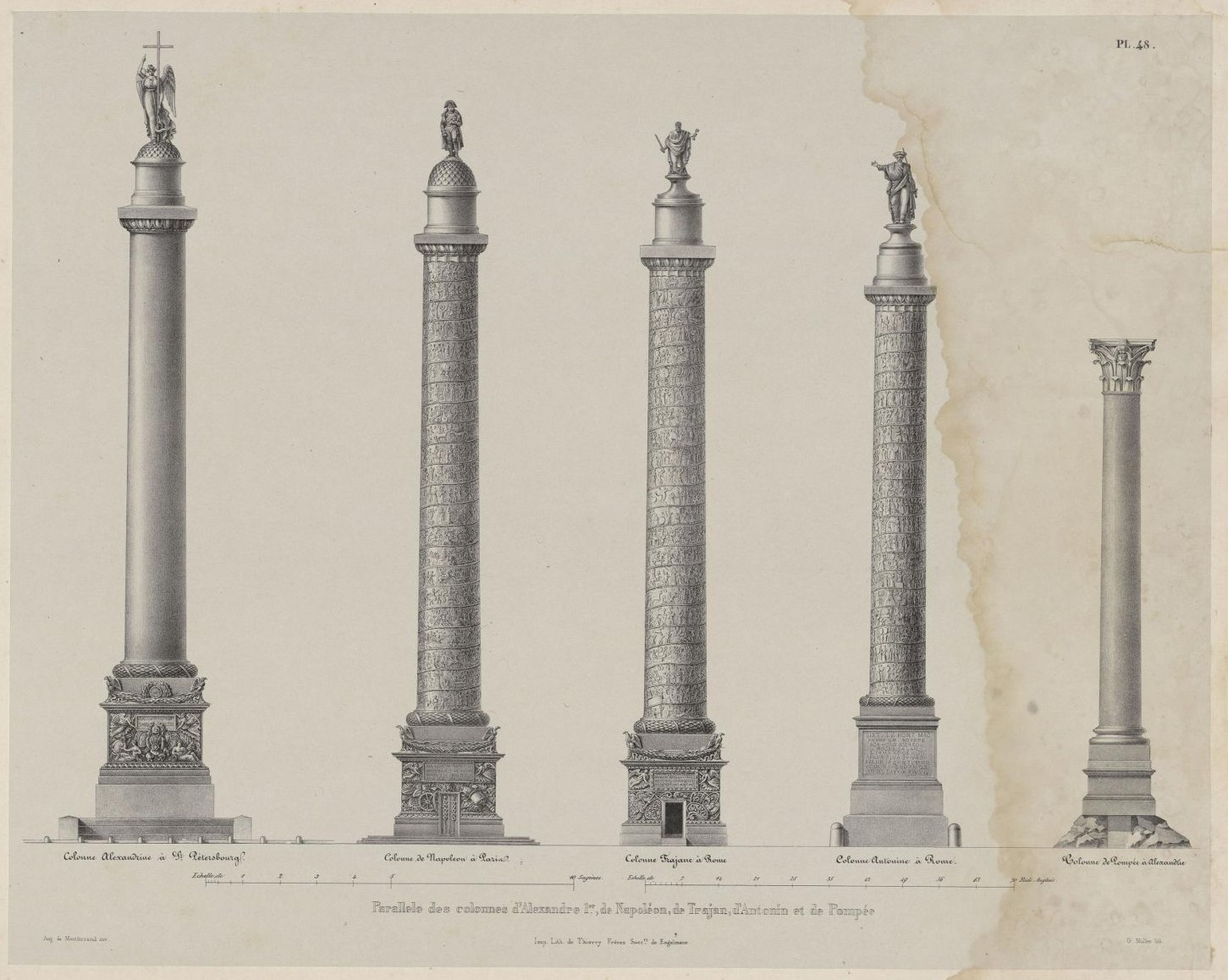
Сравнительная высота колонн Александра I, Наполеона, Траяна, Помпея и Антонина. Рис.1836 г.

Второй проект, который впоследствии и был реализован, заключался в установке колонны, высотой превышающей Вандомскую (воздвигнутую в Париже в честь побед Наполеона). В качестве источников для своего проекта Монферран использовал колонны Траяна и Антонина в Риме, Помпея в Александрии, а также Вандомскую.
Узкие рамки проекта не позволили архитектору уйти от влияния всемирно известных образцов, и его новое произведение стало лишь лёгким видоизменением идей предшественников. Монферран отказался от использования дополнительных украшений, подобных барельефам, спирально обвивающим стержень античной колонны Траяна, так как, по его словам, современные ему художники не смогли бы соперничать с древними мастерами, и остановился на варианте колонны с гладким стержнем из гигантского полированного монолита из розового гранита высотой 25,6 метров (12 саженей). Нижний диаметр колонны 3,66 м (12 футов), а верхний — 3,19 м (10 футов 6 дюймов). Пьедестал и базу он скопировал почти без изменений с колонны Траяна.
Вместе с пьедесталом и венчающей скульптурой высота монумента составила 47,5 м — выше всех существующих монолитных колонн. В новом виде 24 сентября 1829 года проект без скульптурного завершения был утверждён императором. Спустя несколько дней Монферран был назначен строителем колонны.
Строительство велось с 1829 по 1834 год. С 1831 года председателем «Комиссии о построении Исаакиевского собора», отвечавшей и за установку колонны, был назначен граф Ю. П. Литта.

### Подготовительные работы

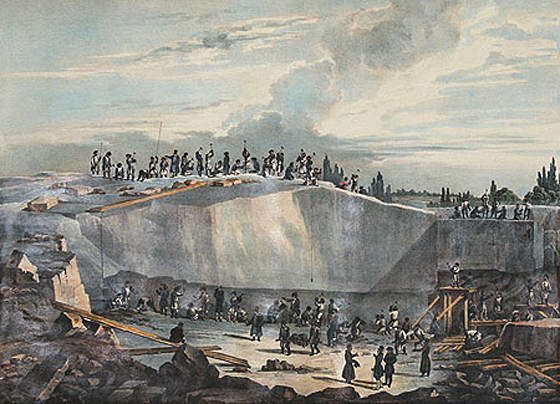
Вид работ в Пютерлакской каменоломне. Литография по рисунку О. Монферрана

Для гранитного монолита — основной части колонны — была использована скала, которую наметил скульптор в предыдущие его поездки в Финляндию. Добыча и предварительная обработка производились в 1830—1832 годах в Пютерлакской каменоломне, которая находилась в Выборгской губернии (современная деревня Пютерлахти (община Виролахти), Финляндия). Эти работы проводились по методу С. К. Суханова, руководили производством мастера С. В. Колодкин и В. А. Яковлев.
После того, как каменотёсы, обследовав скалу, подтвердили пригодность материала, от неё была отсечена призма, значительно превосходившая своими размерами будущую колонну. Для того, чтобы сдвинуть глыбу с места и опрокинуть её на мягкую и упругую подстилку из елового лапника толщиной в 4 метра, были использованы громадные рычаги и ворота. Так как сооружением памятника занималась комиссия по строительству Исаакиевского собора, то способы добычи и доставки материала для колонны применялись такие же, как и для колонн собора, однако масса заготовок была значительно больше: окончательная масса главной части колонны 613 т против 114 т колонны Исаакиевского собора.
После отделения заготовки колонны, из этой же скалы были вырублены камни для фундамента памятника и большой камень под пьедестал колонны массой около 25 тыс. пудов (более 400 тонн). Их доставка в Санкт-Петербург производилась водным путём, для этого была задействована барка особой конструкции.
Монолит (основная часть колонны) был оболванен на месте и подготовлен к транспортировке. Вопросами перевозки занимался корабельный инженер полковник К. А. Глазырин, который сконструировал и построил специальный бот — баржу для доставки колонны, получивший имя «Святой Николай», грузоподъёмностью до 65 тыс. пудов (~ 1100 тонн). Для выполнения погрузочных работ были сооружены пристань и мол (его размеры 50×40 м). Погрузка колонны на бот производилась с деревянной платформы на конце мола, совпадающей по высоте с бортом судна.
Преодолев все трудности, колонну погрузили на борт, и монолит отправился в Кронштадт на барже, буксируемой двумя пароходами, чтобы оттуда отправиться к Дворцовой набережной Санкт-Петербурга.
Прибытие основной части колонны в Санкт-Петербург состоялось 1 июля 1832 года. За все перечисленные работы отвечал подрядчик, купеческий сын В. А. Яковлев, дальнейшие работы производились на месте под руководством О. Монферрана. Подъём колонны на пьедестал состоялся 30 августа 1832 года — в день тезоименитства Александра I.
Деловые качества, необыкновенная смётка и распорядительность Яковлева были отмечены Монферраном. Скорее всего он действовал самостоятельно, «на свой страх и счёт» — принимая на себя все финансовые и иные риски, связанные с проектом. Это косвенно подтверждается словами:

 Дело Яковлева кончено; предстоящие трудные операции касаются вас; надеюсь, что у вас будет успеха не меньше, чем у него.
— Николай I, Огюсту Монферрану по поводу перспектив после выгрузки колонны в Санкт-Петербург

### Работы в Санкт-Петербурге

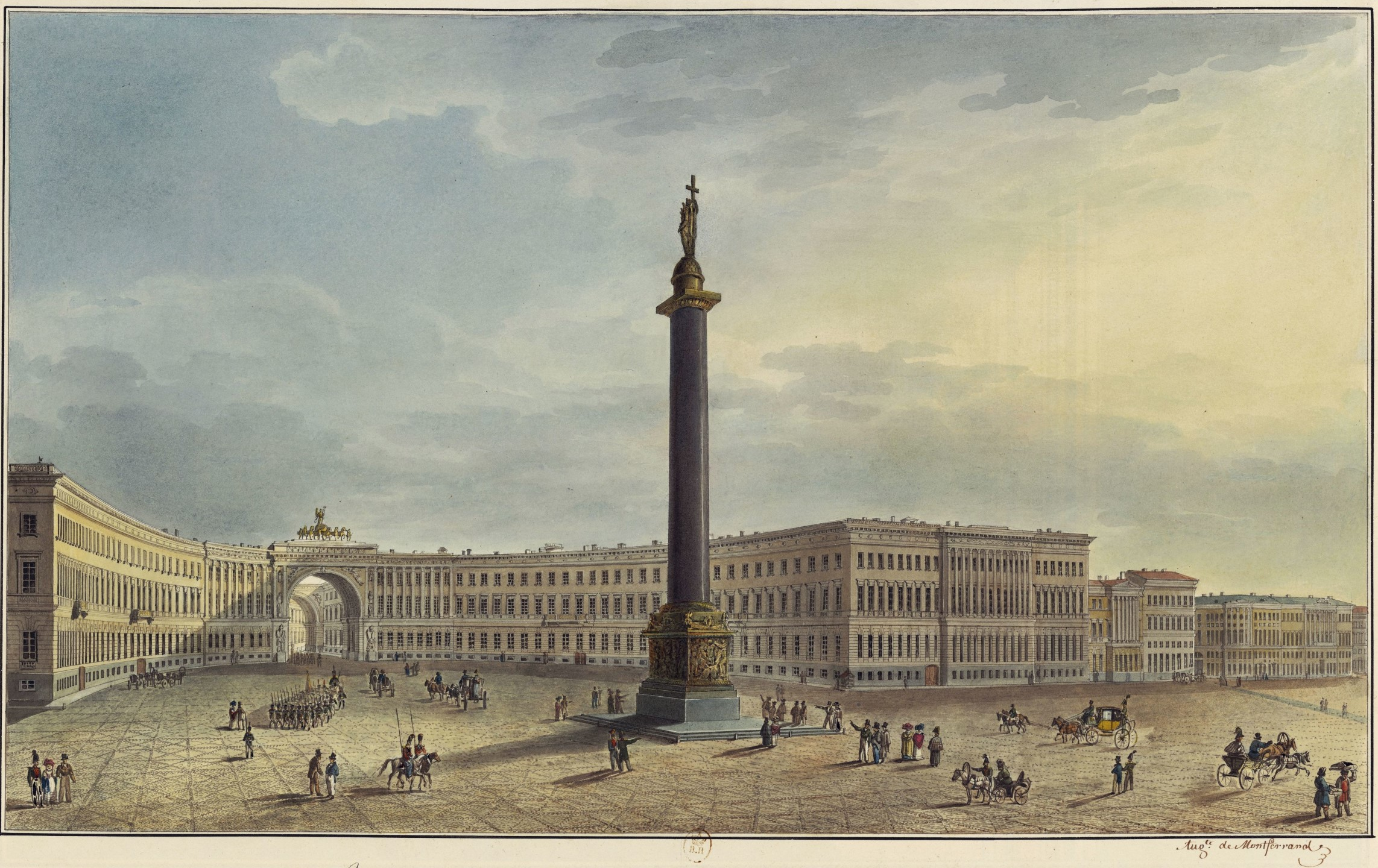
Площадь с Александровской колонной на рисунке О.Монферрана, 1829—1830 гг.

С 1829 года на Дворцовой площади в Санкт-Петербурге начались работы по подготовке и строительству фундамента и пьедестала колонны. Руководил работами О. Монферран.
Сначала была проведена геологическая разведка местности, в результате которой недалеко от центра площади на глубине 17 футов (5,2 м) был обнаружен подходящий песчаный «материк» (подпочвенный, ненасыпной, ненаносной пласт земли). В декабре 1829 года место для колонны было утверждено и был выкопан котлован размером 14 × 14 саженей и глубиной 2 сажени (1 сажень примерно равна 2,13 метра) под фундамент из гранитных блоков. Работы проводились в ноябре и декабре 1829 года. В яму непрерывно поступала вода, которую откачивали. По архивным данным, забили 1102 заостренные новые сваи длиной 6,36 м, толщиной не менее 26 см на глубину 4,26 м, а также использовали 99 старых, обнаруженных при рытье котлована (итого забито 1250 сосновых свай). Забивка свай велась копром системы Бетанкура, работы по забивке были завершены 15 марта 1830 года. Затем дно котлована залили водой и сваи срезали, отсчитывая высоту от уровня воды. Этот способ был предложен Бетанкуром. Ранее при закладке фундамента Исаакиевского собора воду оставляли замерзать.
Фундамент памятника был сооружён из каменных гранитных блоков полуметровой толщины. Он был выведен до горизонта площади тёсовой кладкой. В его центр была заложена бронзовая шкатулка с монетами, отчеканенными в честь победы 1812 года.
Работы были закончены в октябре 1830 года.

#### Строительство пьедестала
После закладки фундамента, на него был водружён громадный четырёхсоттонный монолит, обтёсанный и вывезенный из местности Летцарма (Letzarma), что в пяти верстах от Пютерлакса, который служит основанием пьедестала. Для установки монолита на фундамент была построена платформа, на которую он был закачен при помощи катков по наклонной плоскости. Камень свалили на кучу песка, предварительно насыпанную рядом с платформой.
«При этом так сильно вздрогнула земля, что очевидцы — прохожие, бывшие на площади в тот момент, почувствовали как бы подземный удар».
После того, как под монолит подвели подпорки, работники выгребли песок и подложили катки. Подпорки подрубили, и глыба опустилась на катки. Камень вкатили на фундамент и точно установили. Канаты, перекинутые через блоки, натянули девятью кабестанами и приподняли камень на высоту порядка одного метра. Вынули катки и подлили слой скользкого, очень своеобразного по своему составу раствора, на который посадили монолит.

Так как работы производились зимою, то я велел смешать цемент с водкою и прибавить десятую часть мыла. В силу того, что камень первоначально сел неправильно, его пришлось несколько раз передвигать, что было сделано с помощью только двух кабестанов и с особенною лёгкостью, конечно, благодаря мылу, которое я приказал подмешать в раствор
— О. Монферран
Постановка верхних частей пьедестала представляла значительно более простую задачу — несмотря на бо́льшую высоту подъёма, последующие ступени состояли из камней значительно меньших размеров, чем предыдущие, к тому же и работники постепенно приобретали опыт. Остальные части пьедестала (притёсанные гранитные блоки) устанавливались на цоколь на растворе и с креплением стальными скобами.

#### Установка колонны

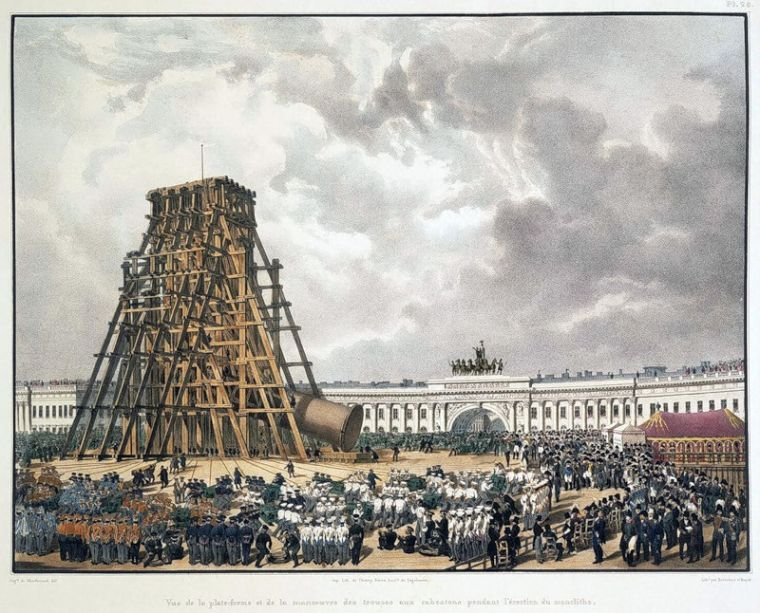
Подъём Александровской колонны

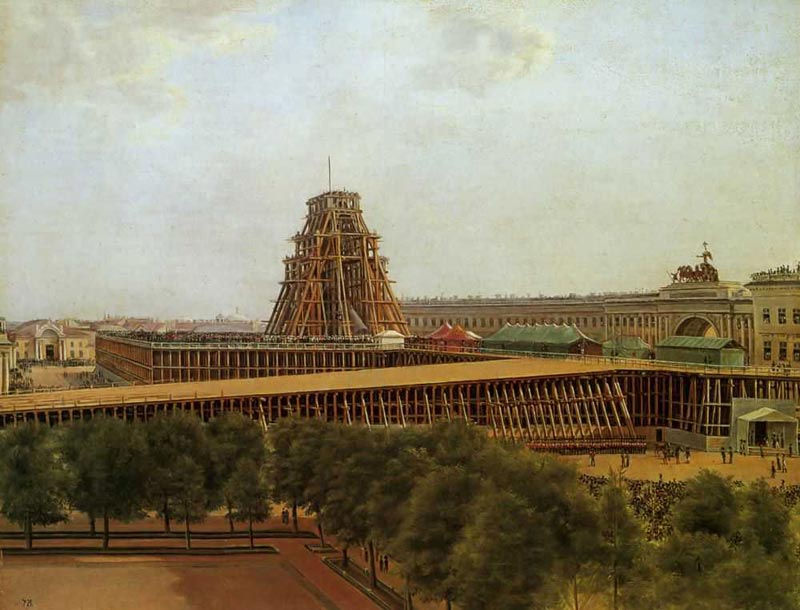
Подъём Александровской колонны

К июлю 1832 года монолит колонны был на подходе, а пьедестал уже завершён. Настало время приступить к выполнению самой сложной задачи — установке колонны на пьедестал.
На базе разработок генерал-лейтенанта А. А. Бетанкура по установке колонн Исаакиевского собора в декабре 1830 года была сконструирована оригинальная подъёмная система. В неё входили: строительные леса в 22 сажени (47 метров) высотой, 60 кабестанов и система блоков. У готового пьедестала из кирпича был выложен временный массив до отметки основания колонны (10 м от уровня земли) для установки лесов. Система лесов отличалась от исаакиевской лишь тем, что кусты, собранные из стоек, были различной высоты и бо́льшего сечения (максимальное — 45 х 45 см).
- По наклонной плоскости колонну подкатили на особую платформу, находившуюся у подножия лесов и обмотали множеством колец из канатов, к которым были прикреплены блоки;
- Другая система блоков находилась на вершине лесов;
- Большое число канатов, опоясывающих камень, огибало верхние и нижние блоки и свободными концами были намотаны на кабестаны, расставленные на площади.

По окончании всех приготовлений был назначен день торжественного подъёма.
30 августа 1832 года посмотреть на это событие собрались массы народа: они заняли всю площадь, окна и крыша Здания Главного штаба также были заняты зрителями. На поднятие приехал государь и вся императорская семья.
Для приведения колонны в вертикальное положение на Дворцовой площади потребовалось привлечь силы 2000 солдат и 400 рабочих, которые за 1 час 45 минут установили монолит.
Каменная глыба наклонно приподнялась, неспешно поползла, затем оторвалась от земли и её завели на позицию над пьедесталом. По команде канаты были отданы, колонна плавно опустилась и стала на своё место. Народ громко закричал «ура!» Сам государь был очень доволен успешным окончанием дела.

Монферран, Вы себя обессмертили!
Оригинальный текст (фр.)Montferrand, vous vous êtes immortalisé!
— Николай I Огюсту Монферрану по поводу завершённой работы

#### Заключительный этап

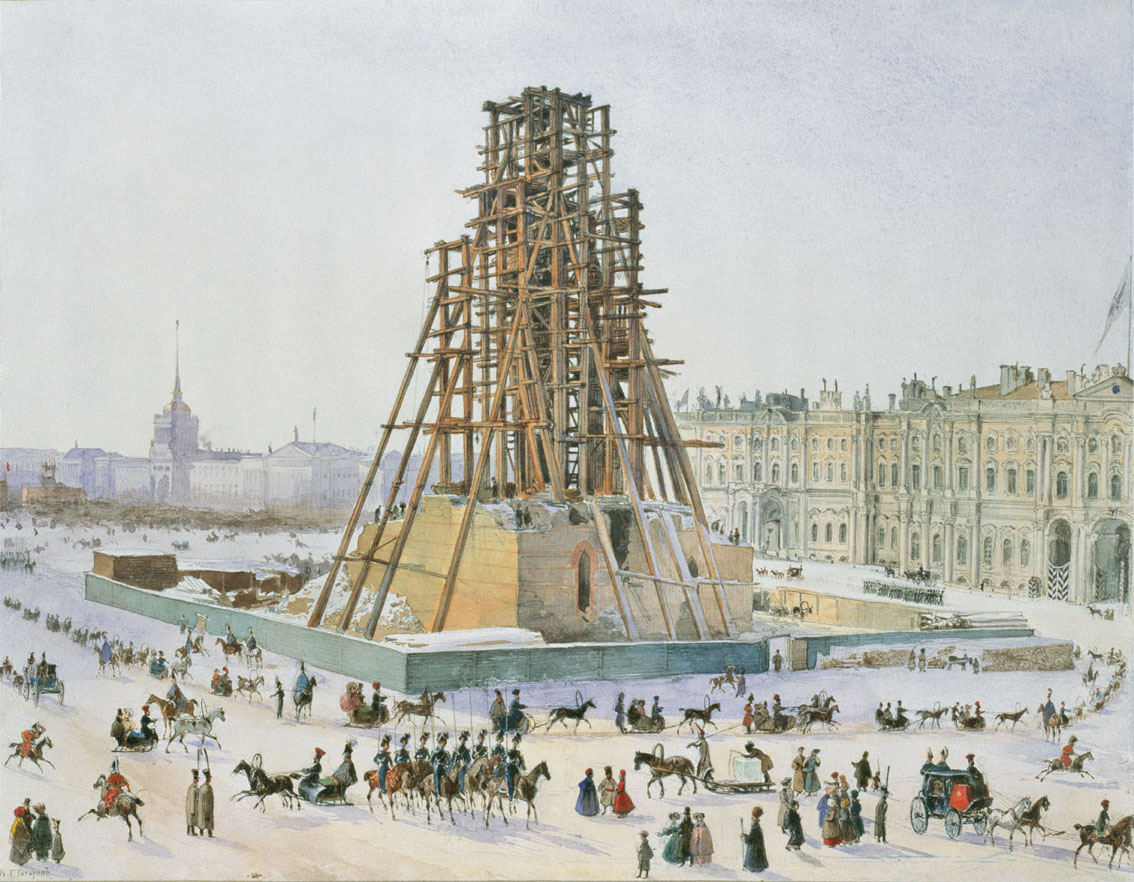
Григорий Гагарин. Александровская колонна в лесах. 1832—1833

После установки колонны оставалось закрепить на пьедестале барельефные плиты и элементы декора, а также выполнить окончательную обработку и полировку колонны. Колонна была увенчана бронзовой капителью римско-дорического ордера соразмерных пропорций и с чётко прорисованными деталями с прямоугольной абакой, выложенной кирпичом и облицованной бронзой. На ней был установлен бронзовый цилиндрический пьедестал с полушаровым верхом. Модели для архитектурного декора капители, баз, гирлянд, профилей были исполнены скульптором Балиным.
Параллельно со строительством колонны, в сентябре 1830 года О. Монферран работал над статуей, предполагаемой к размещению над ней и, согласно пожеланию Николая I, обращённой к Зимнему дворцу. В первоначальном проекте колонну завершал крест, обвиваемый змеёй для декорации крепежа. Кроме того, скульпторами Академии художеств предлагались несколько вариантов композиций фигур ангелов и добродетелей с крестом. Существовал вариант с установкой фигуры святого князя Александра Невского.
В итоге к исполнению была принята фигура ангела с крестом, выполненная скульптором Б. И. Орловским с выразительной и понятной всем символикой, — «Сим победиши!». Эти слова связаны с историей обретения животворящего креста:

Римский император (274—337) Константин Великий, поручая матери Елене поездку в Иерусалим, сказал:
— Во время трёх сражений я видел на небе крест, а на нём надпись: «Сим знаком победишь» лат. In hoc signo vinces; в тексте Евсевия Кесарийского эти слова приведены по-гречески: «(ἐν) τούτῳ νίκα»). Найди его!
— Найду, — ответила она.

Высота скульптуры вместе с крестом составляет 6,4 м, пропорции её в соотношении с колонной, по мнению Никитина, более удачны, чем пропорции скульптурных завершений колонн, послуживших образцом Монферрану.
Отделка и полировка памятника длилась два года.

### Открытие памятника
Открытие памятника состоялось 30 августа (11 сентября) 1834 года и ознаменовало окончание работ по оформлению Дворцовой площади. И установка колонны на пьедестал и открытие памятника состоялось 30 августа. Это день перенесения мощей святого благоверного князя Александра Невского в Санкт-Петербург, главный день празднования святого Александра Невского. Александр Невский — небесный защитник города, поэтому ангел, взирающий с вершины Александровской колонны, всегда воспринимался прежде всего, как защитник и страж. На церемонии открытия присутствовали государь, царское семейство, дипломатический корпус, стотысячное русское войско и представители русской армии. Оно сопровождалось торжественным богослужением у подножия колонны, в котором принимали участие коленопреклонённые войска и сам император.

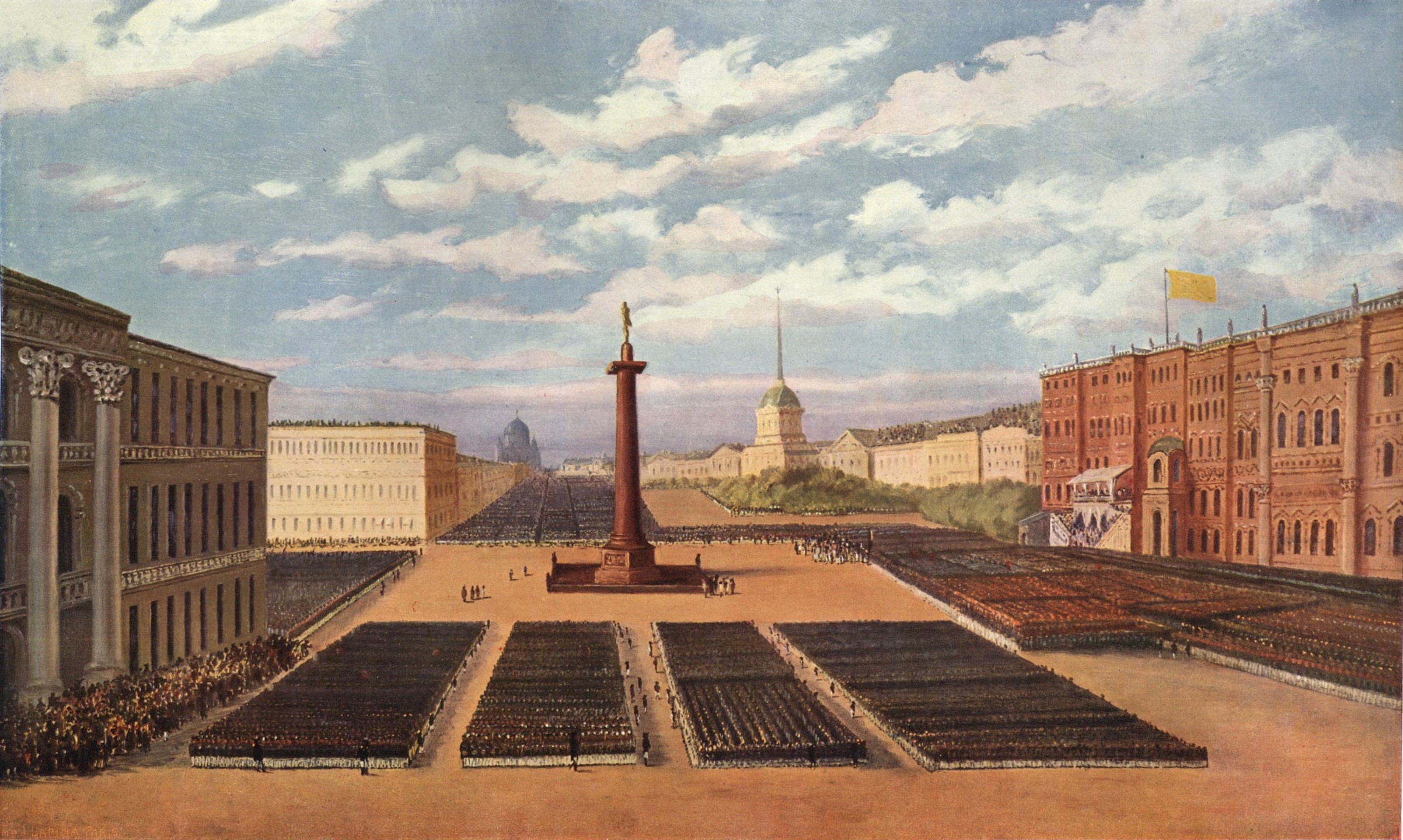
Торжество открытия памятника императору Александру I, 1834 год

Это богослужение под открытым небом проводило параллель с историческим молебном русских войск в Париже в день Православной Пасхи 29 марта (10 апреля) 1814 года.

Нельзя было смотреть без глубокого душевного умиления на государя, смиренно стоящего на коленях впереди сего многочисленного войска, сдвинутого словом его к подножию сооружённого им колосса. Он молился о брате, и всё в эту минуту говорило о земной славе сего державного брата: и монумент, носящий его имя, и коленопреклонённая русская армия, и народ, посреди которого он жил, благодушный, всем доступный <…> Как поразительна была в эту минуту сия противоположность житейского величия, пышного, но скоропреходящего, с величием смерти, мрачным, но неизменным; и сколь красноречив был в виду того и другого сей ангел, который, непричастно всему, что окружало его, стоял между землею и небом, принадлежа одной своим монументальным гранитом, изображающим то, чего уже нет, а другому лучезарным своим крестом, символом того, что всегда и навеки
— Послание В. А. Жуковского «Императору Александру», раскрывающее символику этого акта и дающая толкование новому молебну
Затем на Дворцовой площади был проведён военный парад. В нём участвовали полки, отличившиеся в Отечественной войне 1812 года; всего в параде принимало участие около ста тысяч человек. Для проведения парада по проекту О. Монферрана был построен Жёлтый (ныне — Певческий) мост:

…никакое перо не может описать величия той минуты, когда по трём пушечным выстрелам вдруг из всех улиц, как будто из земли рождённые, стройными громадами, с барабанным громом, под звуки Парижского марша пошли колонны русского войска… Два часа продолжалось сие великолепное, единственное в мире зрелище… Вечером долго по улицам освещённого города бродили шумные толпы, наконец освещение угасло, улицы опустели, на безлюдной площади остался величественный колосс один со своим часовым
— Из воспоминаний поэта В. А. Жуковского

## Описание памятника

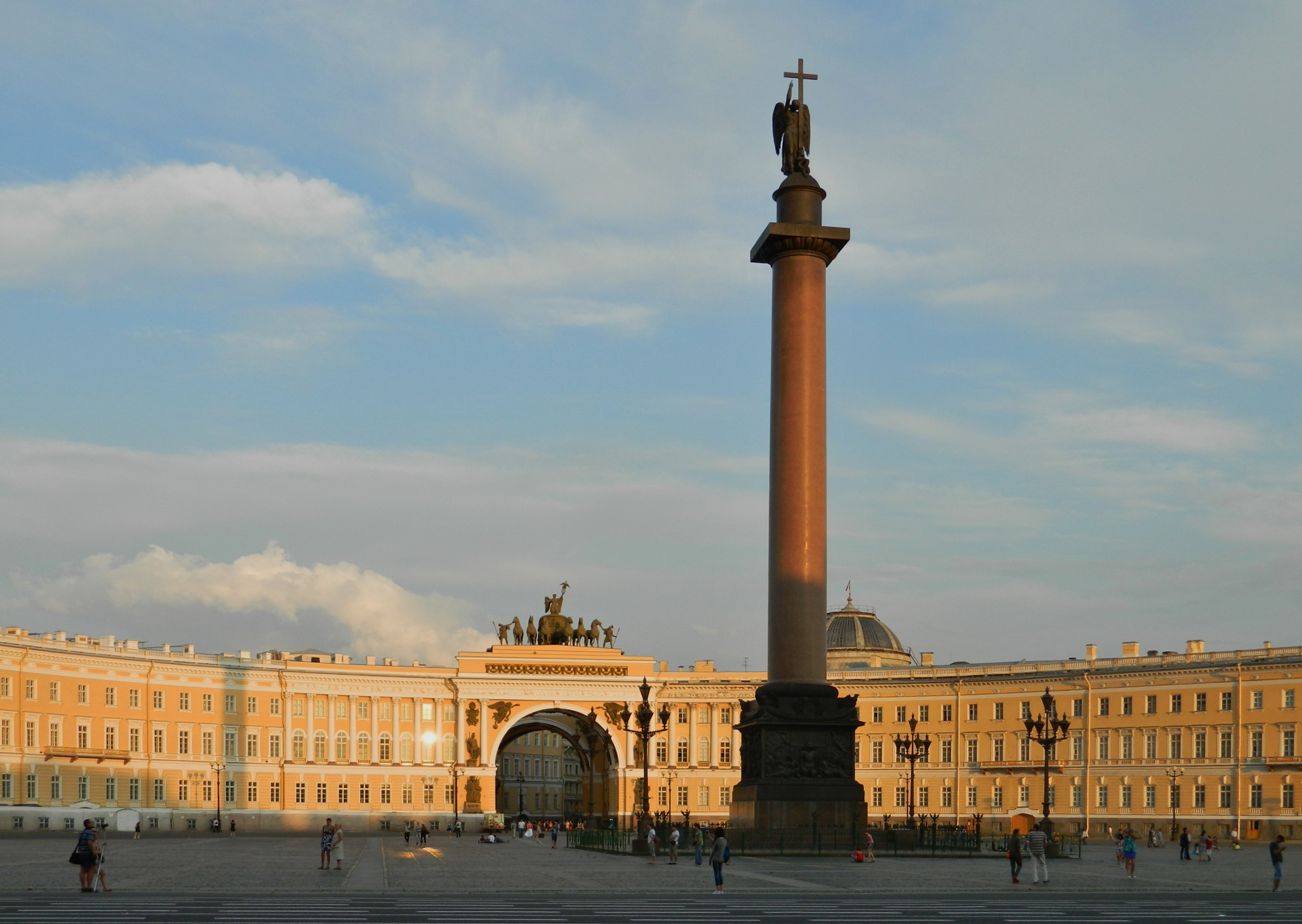
Александровская колонна, 2013

Этот памятник дополнил композицию Арки Главного штаба, которая была посвящена победе в Отечественной войне 1812 года. Александровская колонна напоминает образцы триумфальных сооружений античности, монумент обладает удивительной чёткостью пропорций, лаконизмом формы, красотой силуэта.
Текст на табличке памятника:

АЛЕКСАНДРУ Іму 
БЛАГОДАРНАЯ РОССІЯ

Это самый высокий монумент в мире, выполненный из цельного гранита и третья по высоте из всех монументальных колонн — после Колонны Великой Армии в Булонь-сюр-Мер и Трафальгарской (колонны Нельсона) в Лондоне; Александровская колонна выше Вандомской колонны в Париже, колонны Траяна в Риме и колонны Помпея в Александрии.
Ствол колонны — самый высокий и самый тяжёлый монолит, когда-либо установленный в виде колонны или обелиска вертикально, и один из величайших (пятый за всю историю и второй — после Гром-камня — в Новое время) перемещённых человеком монолитов.

### Характеристики
- Общая высота сооружения — 47,5 м 
  - высота фигуры ангела — 4,26 м (2 сажени)
  - высота креста — 6,4 м (3 сажени)
- высота навершия колонны с крестом ~12 м
- высота ствола (монолитной части колонны) — 25,6 м (12 саженей)
  - нижний диаметр колонны — 3,66 м (12 футов), верхний — 3,15 м (10 футов 6 дюймов)
- высота пьедестала колонны из 8 гранитных блоков, уложенных в три ряда — 4,25 м
  - размеры барельефов — 5,24×3,1 м
- высота цоколя из монолитного гранита — 3,9 м
  - горизонтальные размеры цоколя — 6,3×6,3 м
- высота колонны до ствола ~10 м
- Масса цоколя и пьедестала — 704 тонны
- Масса гранитного ствола колонны 612 тонн
- Масса навершия колонны 37 тонн
- Размеры ограды (длина х ширина х высота) 16,5 × 16,5 × 1,5 м

Ствол колонны стоит на гранитном основании без дополнительных опор только под действием силы тяжести.

### Пьедестал
Пьедестал колонны украшен с четырёх сторон бронзовыми барельефами, отлитыми на заводе Ч. Берда в 1833—1834 годах.
Над украшением пьедестала работал большой авторский коллектив: эскизные рисунки выполнил О. Монферран, показавший себя здесь прекрасным рисовальщиком. Его рисунки для барельефов и бронзовых украшений отличаются «чёткостью, уверенностью линий и тщательностью прорисовки деталей».
Барельефы на пьедестале колонны в аллегорической форме прославляют победу русского оружия и символизируют отвагу российской армии. В барельефы включены изображения древнерусских кольчуг, шишаков и щитов, хранящихся в Оружейной палате в Москве, в том числе шлемы, приписываемые Александру Невскому и Ермаку, а также броня XVII века царя Алексея Михайловича, и что, несмотря на утверждения Монферрана, совсем сомнительно, щит Олега X века, прибитый им ко вратам Царьграда.
По рисункам Монферрана художники Дж. Б. Скотти, В. Соловьев, Тверской, Ф. Брюлло, Марков выполнили картоны для барельефов в натуральную величину. Скульпторы П. В. Свинцов и И. Леппе лепили барельефы для отливки. Модели двуглавых орлов изготовил скульптор И. Леппе, модели базы, гирлянд и других украшений — лепщик-орнаменталист Е. Балин.
Эти изображения появились на произведении француза Монферрана стараниями тогдашнего президента Академии художеств, известного любителя российской старины А. Н. Оленина. Однако стиль изображения военной арматуры восходит скорее всего к эпохе Ренессанса.
| N |  | Основание колонны обрамляет лавровый венок. Наверху пьедестала — Всевидящее Око, в круге дубового венка — надпись 1812 года, под ним — дубовые гирлянды, их держат в лапах двуглавые орлы. Аллегорические крылатые женские фигуры держат прямоугольную доску, на которой гражданским шрифтом надпись: «Александру Первому благодарная Россия». Под доской изображена точная копия образцов доспехов из Оружейной палаты. Симметрично расположенные фигуры по бокам вооружения (слева — прекрасной молодой женщины, облокотившейся на урну, из которой изливается вода и справа — старика-водолея) олицетворяют реки Вислу и Неман, которые были форсированы русской армией во время преследования Наполеона. |
| W |  | «Правосудие и Милосердие» |
| S |  | Наверху пьедестала — Всевидящее Око. Ниже: «Победа и Слава», записывающие даты памятных битв (на щите Победы начертаны года 1812, 1813 и 1814) |
| E |  | «Мудрость и Изобилие» |

На верхних углах пьедестала расположены двуглавые орлы, они держат в лапах дубовые гирлянды, лежащие на выступе карниза пьедестала. На лицевой стороне пьедестала, над гирляндой, посередине — в кружке, окаймлённом дубовым венком, Всевидящее Око с подписью «1812 года».
На всех барельефах в качестве элементов декора изображено вооружение классического характера, которое

…не принадлежит современной Европе и не может уязвить самолюбие никакого народа.
— О. Монферран

### Колонна и скульптура ангела

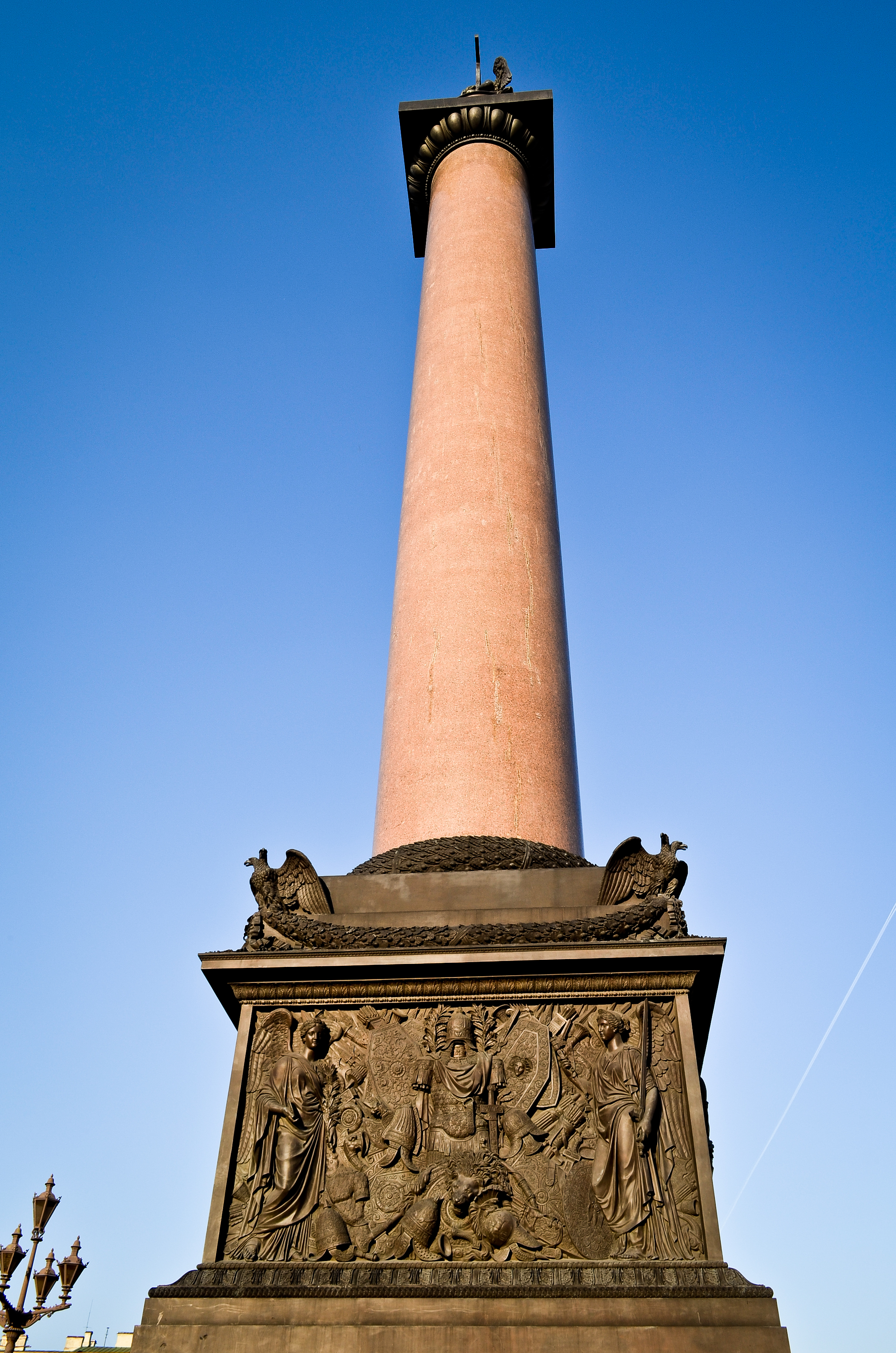
Александровская колонна

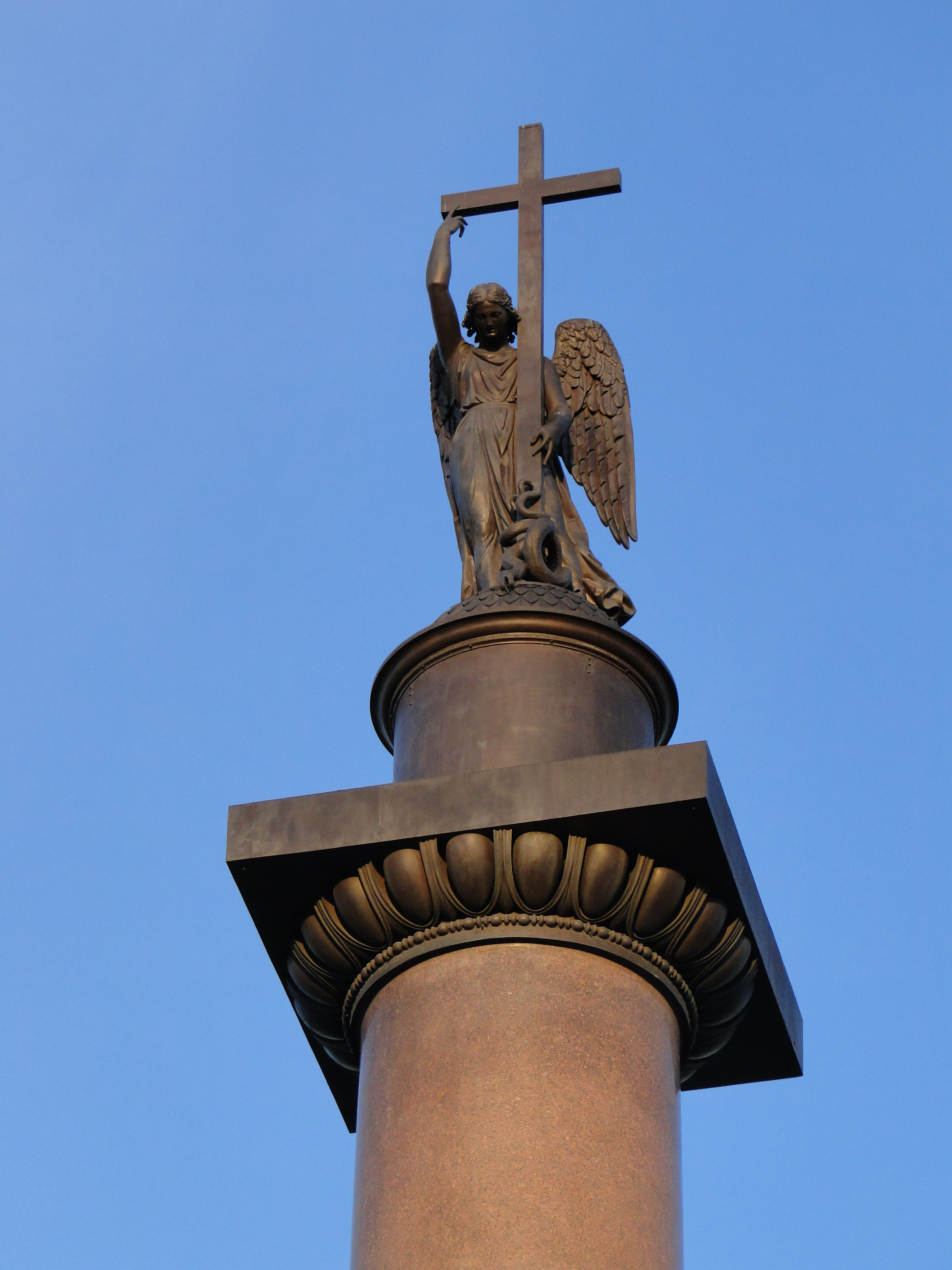
Скульптура ангела на цилиндрическом пьедестале

Каменная колонна представляет собой цельный полированный элемент из розового гранита. Ствол колонны имеет коническую форму с энтазисом от низа до верха.
Верх колонны венчает бронзовая капитель дорического ордера. Её основание — прямоугольная абака — сделана из кирпичной кладки с бронзовой облицовкой. На ней установлен бронзовый цилиндрический пьедестал с полушаровым верхом, внутри которого заключён основной опорный массив, состоящий из многослойной кладки: гранита, кирпича и ещё двух слоёв гранита.
Памятник венчает фигура ангела работы Бориса Орловского. В левой руке ангел держит четырёхконечный латинский крест, а правую возносит к небу. Голова ангела наклонена, его взгляд устремлён на землю.
По первоначальному проекту Огюста Монферрана, фигура на вершине колонны опиралась на стальной прут, который позже был удалён, и при реставрации 2002—2003 годов выяснилось, что ангел держится за счёт собственного веса.
Сама колонна выше Вандомской, а фигура ангела превосходит по высоте фигуру Наполеона I на последней. Ангел крестом попирает змея, что символизирует мир и покой, которые принесла в Европу Россия, одержав победу над наполеоновскими войсками.
Чертам лица ангела скульптор придал сходство с лицом Александра I. По другим сведениям фигура ангела — скульптурный портрет петербургской поэтессы Елизаветы Кульман.
Лёгкая фигура ангела, спадающие складки одежды, чётко выраженная вертикаль креста, продолжая вертикаль монумента, подчеркивают стройность колонны.
Монферран без изменений перенёс в свой проект пьедестал и базу колонны Траяна, а также нижний диаметр стержня, равный 12 футам (3,66 м). Высота стержня Александровской колонны была принята на 3 фута меньше, чем колонны Траяна: 84 фута (25,58 м), а верхний диаметр — 10 футов и 6 дюймов (3,19 м). Высота колонны, как в римском дорическом ордере, составила восемь её верхних диаметров. Архитектор разработал собственную систему утонения стержня колонны — важного элемента, влияющего на общее восприятие памятника. Вопреки классической системе утонения, Монферран начал его не с высоты, равной одной третьей стержня, а сразу с основания, вычерчивая кривую утонения при помощи делений касательных прямых, проведённых к отрезкам дуги сечения основания. Кроме того, он применил бо́льшее количество делений, чем обычно: двенадцать. Как отмечает Никитин, система утонения Александровской колонны является несомненной удачей Монферрана.

### Ограда и окружение памятника

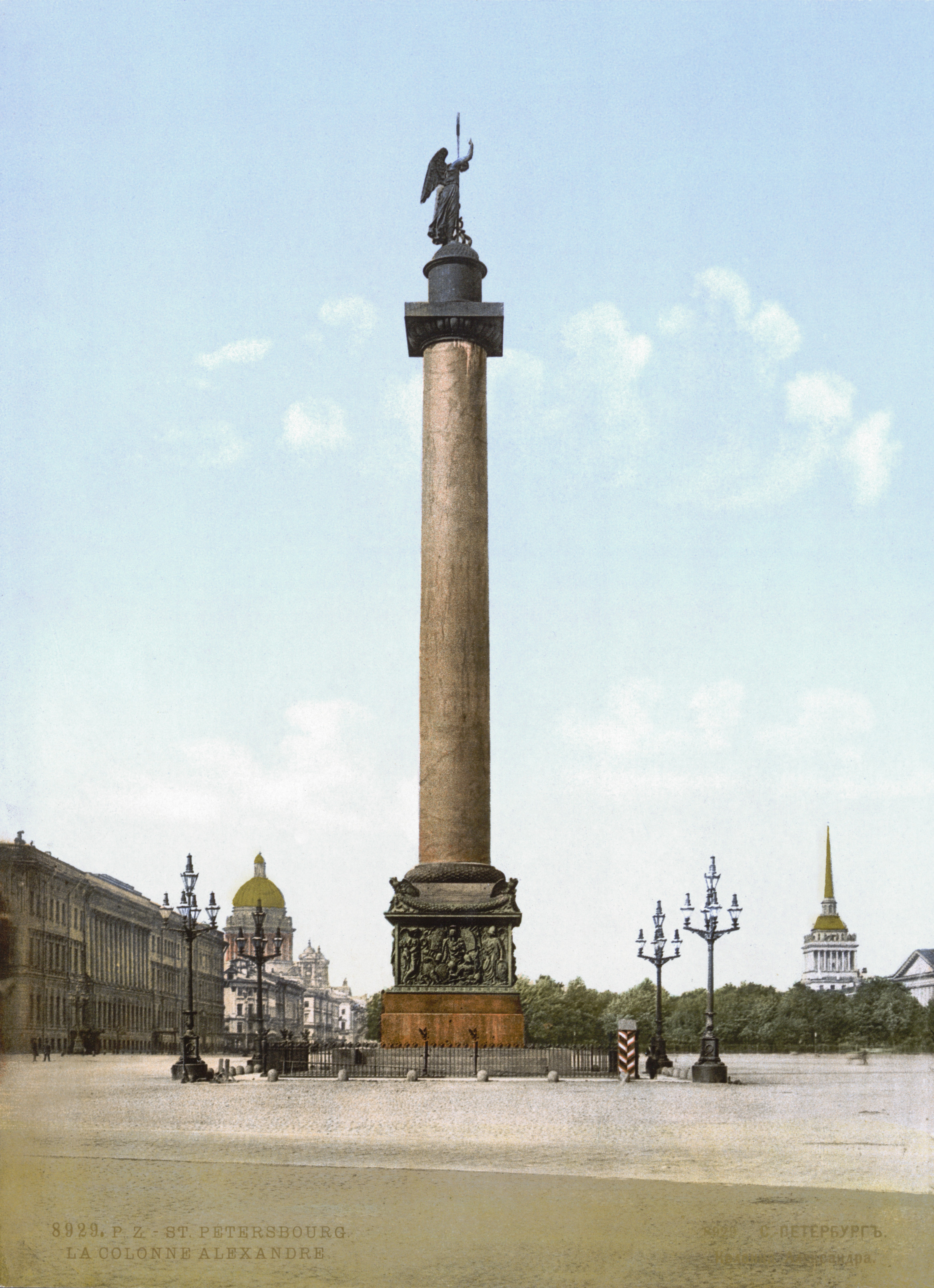
Вид с восточной стороны. Ограда, канделябры, будка караульного. Открытка 1897-1898 гг.

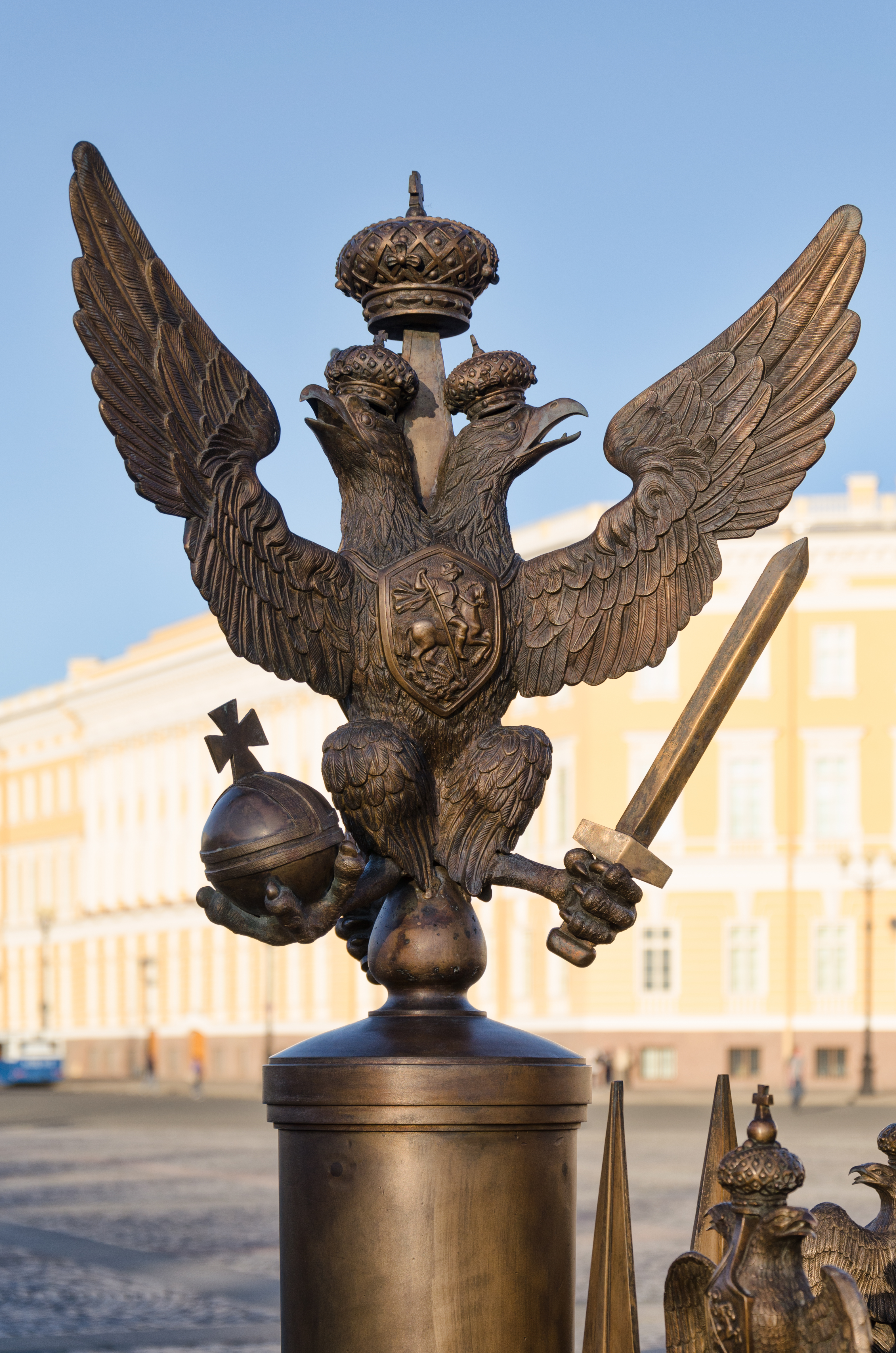
Александровская колонна. Элемент ограды.

Александровская колонна была окружена декоративной бронзовой оградой высотой около 1,5 метра, выполненной по проекту Огюста Монферрана. Ограду украшали 136 двуглавых орлов и 12 трофейных пушек (4 по углам и 2 обрамляют двустворчатые ворота с четырёх сторон ограды), которые венчали трёхглавые орлы.
Между ними были размещены чередующиеся копья и древки знамён, увенчанные гвардейскими двуглавыми орлами.
На воротах ограды в соответствии с замыслом автора висели замки.
Кроме того, проект предусматривал установку канделябр с медными фонарями и газовым освещением.
Ограда в своём оригинальном виде была установлена в 1834 году, полностью все элементы были установлены в 1836—1837 годах. Воссоздана в начале XXI века.
В северо-восточном углу ограды была караульная будка, в которой находился по очередности дежуривший и одетый в парадную гвардейскую форму инвалид, днём и ночью охранявший памятник и следивший за порядком на площади.
На всём пространстве Дворцовой площади была выложена торцовая мостовая.
Петербуржцы очень боялись, что держащийся исключительно за счёт собственного веса огромный гранитный столб массой 600 тонн всё же упадет из-за ошибки расчётов Монферрана, и старались не приближаться к ней. Графиня Толстая запрещала своему кучеру провозить её мимо колонны; не ездила по Дворцовой площади и бабушка Лермонтова. Эти страхи были основаны как на том обстоятельстве, что колонна не была закреплена, так и на том, что Монферран вынужден был в последний момент внести изменения в проект: блоки силовых конструкций навершия — абака, на которой установлена фигура ангела, была первоначально задумана в граните; но в последний момент пришлось заменить кирпичной кладкой со связующим раствором на основе извести. Вероятно, чтобы снять страх с петербуржцев, Монферран до самой своей смерти вечерами подолгу прогуливался вокруг колонны со своей собачкой.

## Работы по дополнению и реставрации
Через два года после установки памятника, в 1836 году под бронзовым навершием гранитной колонны на полированной поверхности камня стали появляться бело-серые пятна, портящие внешний вид монумента.

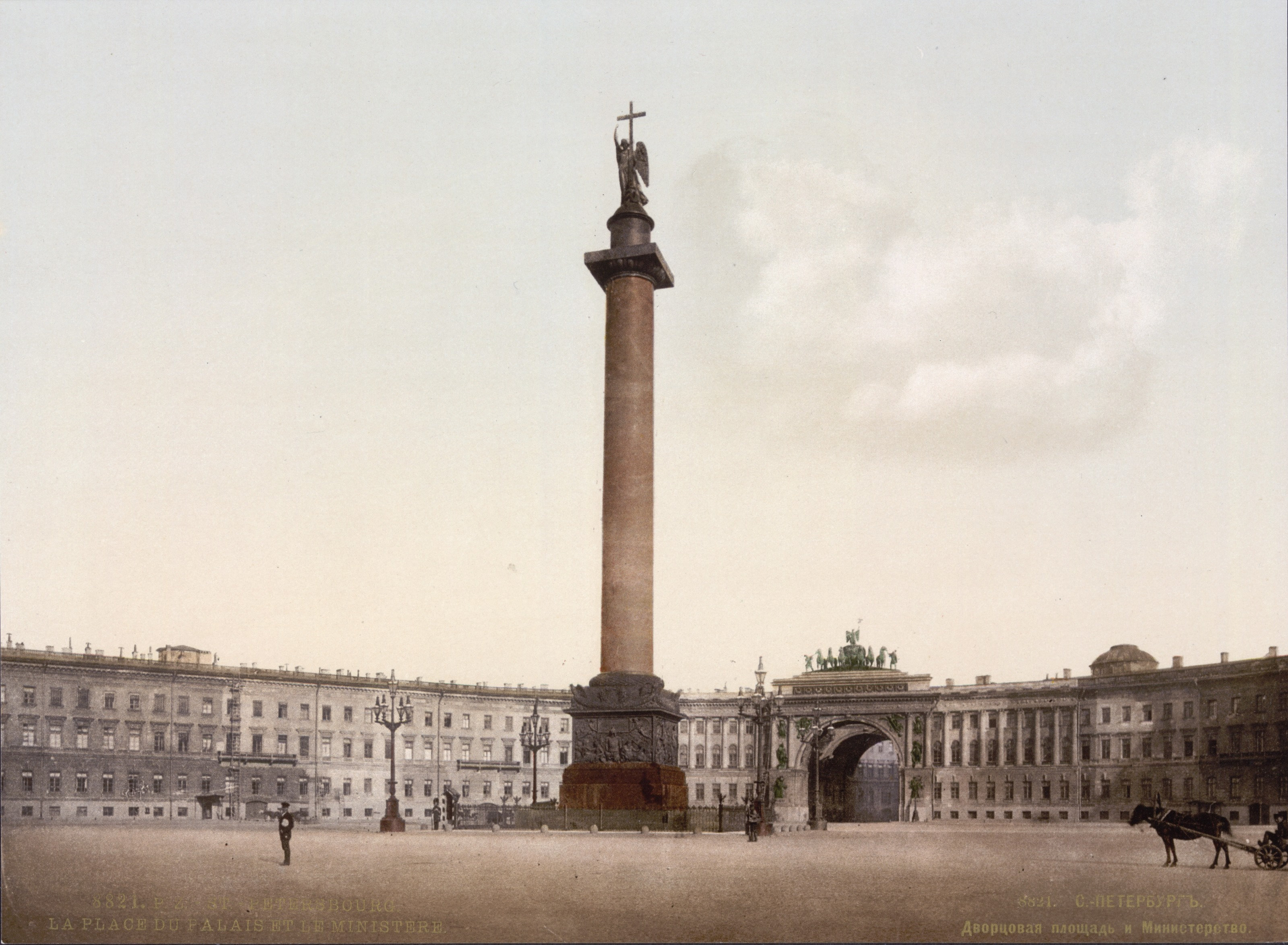
Александровская колонна в 1896 году. Фотохром Петра Павлова

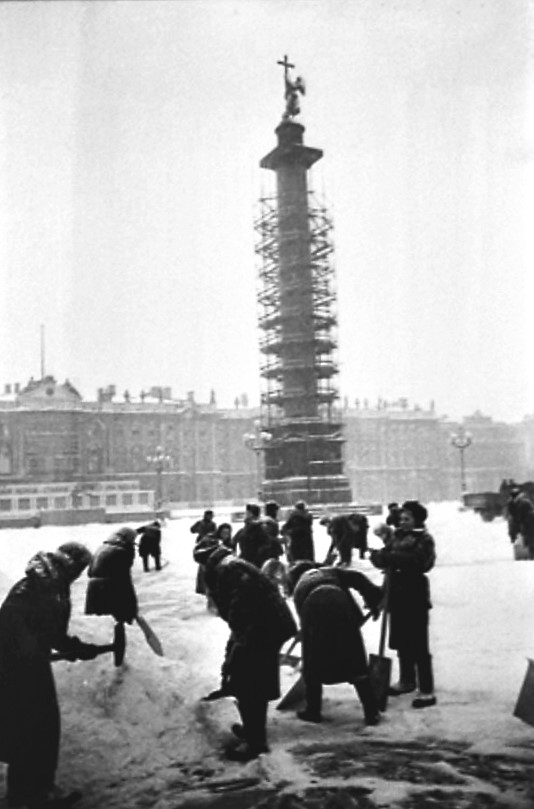
Александровская колонна, декабрь 1942

В 1841 году Николай I повелел провести осмотр замеченных тогда на колонне изъянов, но заключение освидетельствования гласило, что ещё в процессе обработки кристаллы гранита частично выкрошились в виде небольших впадин, которые и воспринимаются как трещины.
Александром II в 1861 году был учреждён «Комитет для исследования повреждений Александровской колонны», в который вошли учёные и архитекторы. Были возведены леса для осмотра, в результате которого комитет пришёл к заключению, что, действительно, на колонне присутствуют трещины, изначально свойственные монолиту, но было высказано опасение, что увеличение числа и размеров их «может породить обрушение колонны».
По поводу материалов, которыми следует заделать эти каверны, шли дискуссии. Русским «дедушкой химии» А. А. Воскресенским был предложен состав, «который должно было придать закрывающей массе» и, «благодаря которому трещина в Александровской колонне остановлена и закрыта с полнейшим успехом» (Д. И. Менделеев).
Для регулярного осмотра колонны на абаке капители закрепили четыре цепи — крепёж для подъёма люльки; кроме того, мастерам приходилось периодически совершать «восхождение» на монумент для очистки камня от пятен, что было непростым делом, учитывая большую высоту колонны.
Декоративные фонари у колонны выполнены через 42 года после её открытия — в 1876 году архитектором К. К. Рахау.
За всё время с момента своего открытия до конца XX века колонна пять раз подвергалась реставрационным работам, носящим скорее косметический характер.
После событий 1917 года пространство вокруг памятника было изменено, а ангела на праздники закрывали окрашенным в красный цвет брезентовым колпаком или маскировали шарами, спускаемыми с зависающего дирижабля. В 1925 году городские власти обсуждали вопрос о переделке фигуры ангела в фигуру рабочего. В 1930-х годах ограда была демонтирована и переплавлена на патроны.
В период блокады Ленинграда монумент был укрыт лишь на 3/4 высоты. В отличие от коней Клодта или скульптур Летнего сада колонна осталась на своём месте и ангел получил ранение: на одном из крыльев остался глубокий осколочный след, кроме этого осколками снарядов монументу были нанесены более сотни мелких повреждений. Один из осколков застрял в барельефном изображении шлема Александра Невского, откуда был извлечён в 2003 году.
Реставрация проведена в 1963 году (бригадир Н. Н. Решетов, руководителем работ был реставратор И. Г. Блэк).
В 1977 году на Дворцовой площади были проведены реставрационные работы: вокруг колонны были восстановлены исторические фонари, асфальтовое покрытие было заменено гранитом и диабазовой брусчаткой.

### Инженерно-восстановительные работы начала XXI века

Металлические леса вокруг колонны в период реставрации

В конце XX века, по прошествии определённого времени с момента предыдущей реставрации, всё острее стала ощущаться необходимость проведения серьёзных восстановительных работ и, в первую очередь, детального исследования памятника. Прологом начала работ стали мероприятия по исследованию колонны. Их вынуждены были произвести по рекомендации специалистов музея городской скульптуры. Тревогу специалистов вызывали большие трещины у вершины колонны, заметные в бинокль. Осмотр производился с вертолётов и альпинистами, которые в 1991 году впервые в истории петербургской реставрационной школы произвели высадку исследовательского «десанта» на вершине колонны с помощью специального пожарного крана «Магирус Дойц».
Закрепившись наверху, альпинисты выполнили фото- и видеосъёмку скульптуры. Был сделан вывод о необходимости безотлагательного проведения реставрационных работ.
Финансирование реставрации взяло на себя московское объединение «Хазер Интернейшнл Рус». Для проведения работ стоимостью 19,5 миллиона рублей на памятнике была выбрана фирма «Интарсия»; этот выбор был сделан по причине наличия в организации персонала, имеющего большой опыт работы на подобных ответственных объектах. Работами на объекте занимались Л. Какабадзе, К. Ефимов, А. Пошехонов, П. Португальский. Руководил работами реставратор первой категории Сорин В. Г.
К осени 2002 года были возведены леса, и реставраторы провели исследования на месте. Практически все бронзовые элементы навершия находились в аварийном состоянии: всё было покрыто «дикой патиной», фрагментарно начала развиваться так называемая «бронзовая болезнь»: цилиндр, на который опиралась фигура ангела, истрескался и принял бочкообразную форму. Внутренние полости памятника удалось исследовать с помощью гибкого трёхметрового эндоскопа. В результате реставраторам также удалось установить, как выглядит общая конструкция памятника и определить отличия изначального проекта от его реального воплощения.
Одним из результатов исследования стала разгадка появляющихся пятен в верхней части колонны: они оказались продуктом разрушения кирпичной кладки, вытекающим наружу.

#### Проведение работ
Годы дождливой петербургской погоды повлекли за собой следующие разрушения памятника:
- Полностью разрушена кирпичная кладка абаки, на момент проведения исследования зафиксирована начальная стадия её деформирования.
- Внутри цилиндрического пьедестала ангела скопилось до 3 т воды, которая попадала внутрь через десятки трещин и отверстий в оболочке скульптуры. Эта вода, просачиваясь вниз, в пьедестал и замерзая зимой, разрывала цилиндр, придавая ему бочкообразную форму.

Перед реставраторами были поставлены следующие задачи: убрать воду из полостей навершия, не допустить скопления воды в будущем и восстановить конструкцию опоры абаки. Работы проводились в основном в зимнее время на большой высоте без демонтажа скульптуры, как вне, так и внутри конструкции. Контроль за работами осуществлялся как профильными, так и непрофильными структурами, в том числе администрацией Санкт-Петербурга.
Реставраторами были проведены работы по созданию дренажной системы памятника: в результате все полости памятника были соединены, в качестве «вытяжной трубы» использована полость креста высотой около 15,5 метров. Созданная система дренажа предусматривает вывод всей влаги, в том числе конденсационной.
Кирпичный пригруз навершия в абаке был заменён на гранитные, самозаклинивающиеся без связующих средств конструкции. Таким образом, был вновь реализован первоначальный замысел Монферрана. Защита бронзовых поверхностей памятника производилась путём патинирования.
Кроме того, из памятника было извлечено более 50 осколков, оставшихся со времён блокады Ленинграда.
Леса с памятника были сняты в марте 2003 года.

#### Ремонт ограды

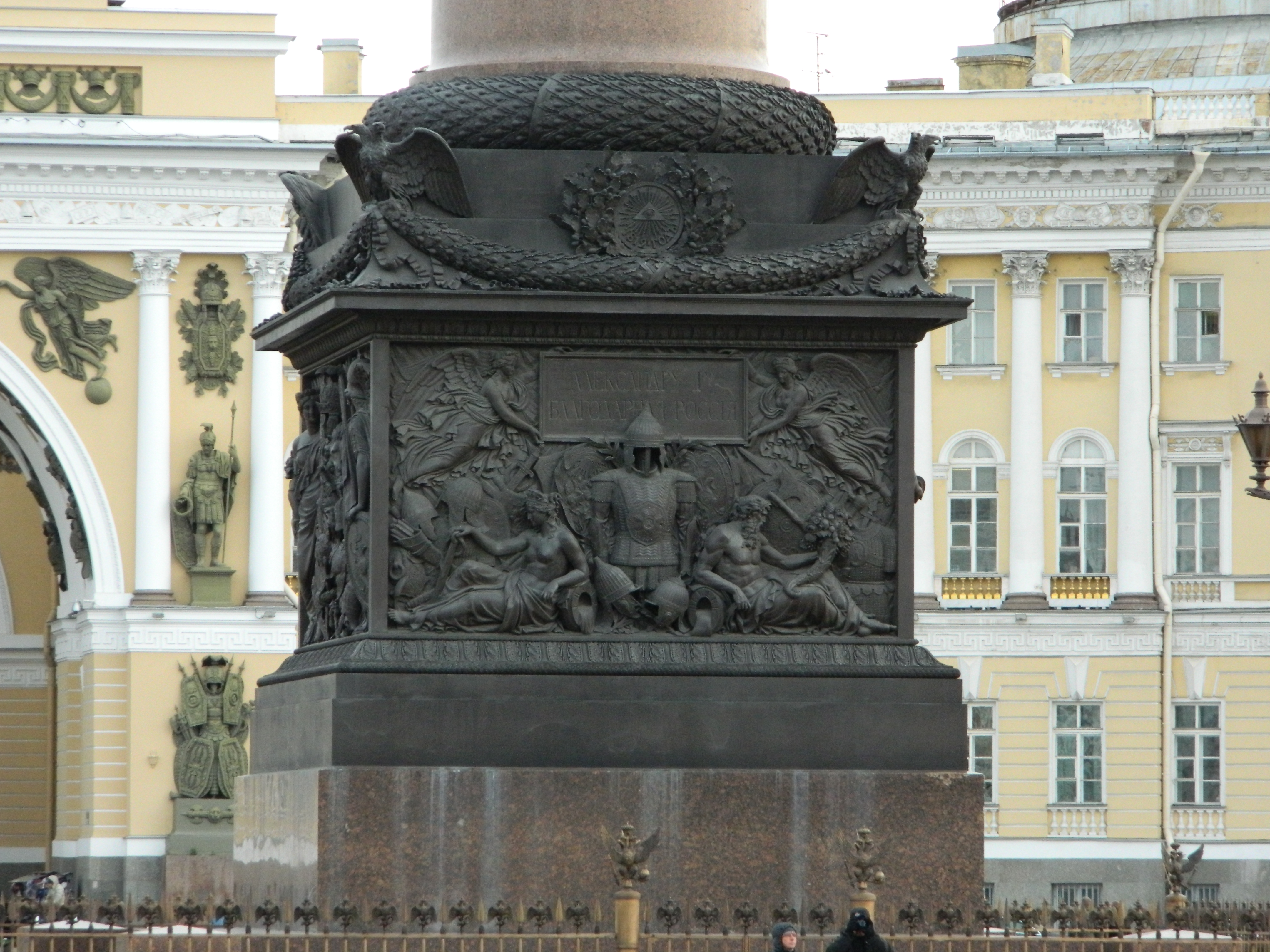
Александровская колонна у ограды.

…была проведена «ювелирная работа» и при воссоздании ограды «использовались иконографические материалы, старые фотографии». «Дворцовая площадь получила завершающий штрих».
— Вера Дементьева, председатель Комитета по государственному контролю, использованию и охране памятников истории и культуры
Ограда выполнена по проекту, выполненному в 1993 году институтом «Ленпроектреставрация». Финансирование работ производилось из городского бюджета, затраты составили 14 млн 700 тыс. рублей. Историческую ограду памятника восстанавливали специалисты ООО «Интарсия». Установка ограды началась 18 ноября, торжественное открытие состоялось 24 января 2004 года.
Скоро после открытия часть решётки была похищена в результате двух «набегов» вандалов — охотников за цветными металлами.
Хищение не удалось предотвратить, несмотря на круглосуточно действующие камеры видеонаблюдения на Дворцовой площади: в темноте они ничего не зафиксировали. Чтобы следить за площадью в тёмное время суток, необходимо использовать специальные дорогостоящие камеры. Руководство ГУВД Санкт-Петербурга решило установить у Александровской колонны круглосуточный милицейский пост.

### Каток вокруг колонны
В конце марта 2008 года была проведена экспертиза состояния ограды колонны, была составлена дефектная ведомость по всем утратам элементов. В ней были зафиксированы:
- 53 места деформации,
- 83 утраченных детали,
  - утрата 24 малых орлов и одного большого орла,
  - частичная утрата 31 детали.

После закрытия катка на ограде не хватало 54 декоративных элементов:
- 28 орлов
- 26 пик.

Пропажа не получила объяснения со стороны петербургских чиновников и не была прокомментирована организаторами катка.
Устроители катка взяли на себя обязательства перед городской администрацией восстановить утраченные элементы ограды. Работы должны были начаться после майских праздников 2008 года.

## Истории и легенды, связанные с Александровской колонной

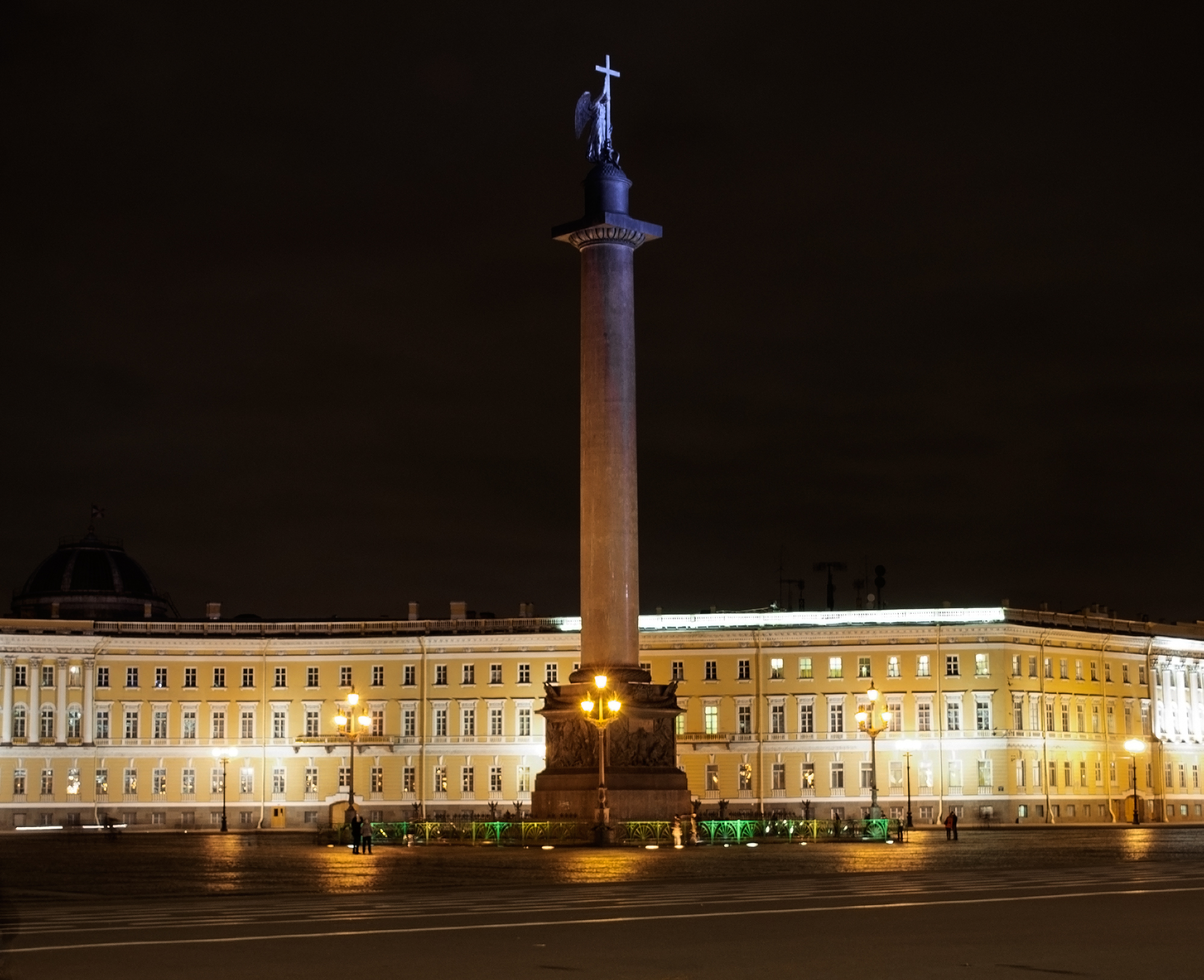
Александровская колонна ночью

- Многие исследователи выдвигали различные гипотезы в связи с необычной историей создания и иконографией скульптурных деталей Александровской колонны. В частности, в собрании Государственного Эрмитажа в Санкт-Петербурге хранятся три закладных медали предназначенных «для положения в основание» колонны[42]. На первой медали (1828) изображена колонна в центре площади, увенчанная православным крестом (с косой перекладиной и без фигуры ангела). На втором варианте православный крест по решению императора заменен на «общехристианский» (черырехконечный). Третья медаль показывает вариант, близкий к осуществленному. Имеются также рисунки архитектора Монферрана, представляющие навершие колонны с четырёхконечным крестом и тремя ангелами у его основания. В осуществленном варианте ангел поддерживает общехристианский крест левой рукой, что недопустимо для канонической иконографии. Это было сделано для того, чтобы крест встал точно по средней оси колонны, а перстом правой руки ангел с лицом Благословенного Александра указывал бы в небо. Эти материалы опубликовал В. К. Шуйский в капитальной монографии «Огюст Монферран. История жизни и творчества»[43], а также в докторской диссертации о творчестве Монферрана, принятой к защите в Санкт-Петербургском университете (защита не состоялась ввиду скоропостижной кончины Шуйского в 2008 г.). Дискуссии вызывали также интерпретации аллегорических фигур Немана и Вислы на пьедестале колонны в связи с событиями польского восстания 1830—1831 гг. На одном из проектов 1829 г. углы пьедестала были увенчаны геральдическими коронованными орлами. На проекте 1832 г. по настоянию императора Николая Павловича короны были убраны, как и щиты с изображением Св. Георгия Победоносца на груди у орлов. Дубовая гирлянда и девиз (элементы личного герба Александра I), как и метаморфозы с геральдикой, по мнению сотрудника Эрмитажа А. Хрипанкова свидетельствуют о тайне сложения сана и ухода от бремени власти (абдикации) императора Александра в 1825 г. в Таганроге. Хрипанков на основании архивных документов восстановил хронику этих событий по дням и часам вплоть до восстания декабристов. Император Николай, по утверждению исследователя, отдал должное своему старшему брату, зашифровав в декоре колонны эту тайну, известную в то время лишь нескольким приближенным лицам: супруге Елизавете Алексеевне, вдовствующей императрице Марии Федоровне, генерал-адъютанту, графу И. И. фон Дибичу. «Не будь сложения сана Александром Первым, — писал он, — не могло быть такого монумента… Вместо заурядного столпа, первоначально утвержденного, создается монумент, похожий на гимн человеческому духу, выраженный на языке пластики так, как невозможно было бы сделать словами»[44].
- Во время возведения Александровской колонны ходили слухи о том, что этот монолит получился случайно в ряду колонн для Исаакиевского собора. Якобы, получив колонну длиннее необходимой, приняли решение об использовании этого камня на Дворцовой площади.
- Французский посланник при петербургском дворе сообщает любопытные сведения об этом монументе:

По поводу этой колонны можно припомнить предложение, сделанное императору Николаю искусным французским архитектором Монферраном, который присутствовал при её иссечении, перевозке и постановке, а именно: он предлагал императору высверлить внутри этой колонны винтообразную лестницу и требовал для этого только двух работников: мужчину и мальчика с молотом, резцом и корзиной, в которой мальчик выносил бы обломки гранита по мере его высверления; наконец, два фонаря для освещения рабочих в их трудной работе. Через 10 лет, утверждал он, работник и мальчик (последний, конечно, немного вырастет) окончили бы свою винтовую лестницу; но император, по справедливости гордясь сооружением этого единственного в своем роде памятника, опасался, и, может быть, основательно, чтобы это высверление не пробило внешние бока колонны, и потому отказался от этого предложения.
— барон П. де Бургоэн, французский посланник с 1828 по 1832 годы
- В перестройку в журналах писали, что существовал проект установить на столпе огромную статую В. И. Ленина[46], а в 2002 году СМИ распространяли сообщение о том, что в 1952 году фигуру ангела собирались заменить бюстом Сталина[47]. Благодаря вмешательству наркома Анатолия Луначарского и его обращению к председателю Ленгорсовета Григорию Зиновьеву проект сооружения памятника Ленину был отклонён[48].
- Согласно доктору исторических наук Наталии Лебиной, 10 января 1925 года президиум Ленгубисполкома подтвердил своё решение снять скульптуру ангела, но установить вместо нее фигуру красноармейца и рабочего. Благодаря привлечению различных комиссий решение не было осуществлено[49].
- После начала реставрации 2002—2003 годов неавторитетными газетными изданиями стали распространяться сведения о том, что колонна не цельная, а состоит из некоего количества «блинов», настолько искусно подогнанных друг к другу, что швов между ними практически не видно.
- К Александровской колонне приходят молодожёны, и жених несёт невесту на руках вокруг неё. Согласно поверью, сколько раз жених с невестой на руках обойдёт колонну, столько детей у них и родится[50].

## Колонна в искусстве

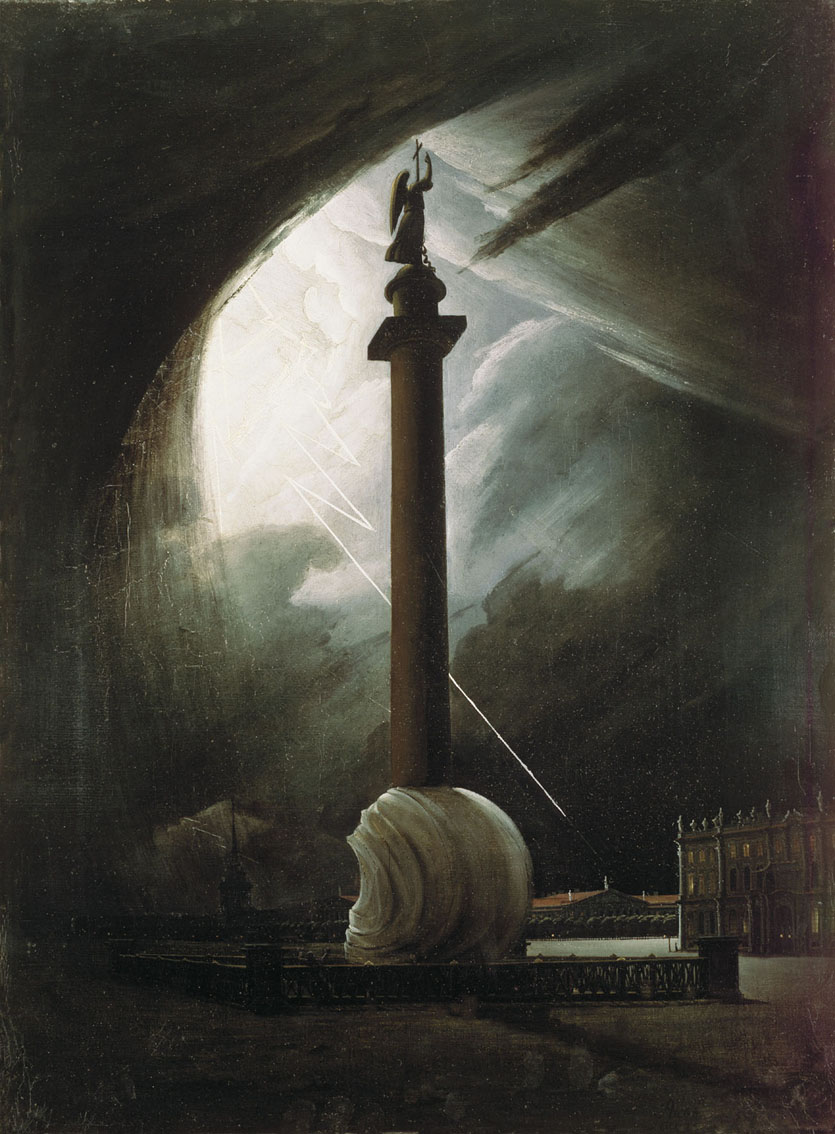
Александровская колонна во время грозы, В. Е. Раев

По мнению искусствоведов, талантливое произведение О. Монферрана обладает чёткостью пропорций, лаконизмом формы, красотой линий и силуэта. Как сразу после создания, так и впоследствии это архитектурное произведение неоднократно вдохновляло деятелей искусства.
В качестве знакового элемента городского пейзажа оно было неоднократно изображено пейзажистами.
Показательным современным примером служит видеоклип на песню «Любовь» (режиссёр С. Дебежев, автор — Ю. Шевчук) с одноимённого альбома группы ДДТ. В этом клипе, в том числе, проводится аналогия колонны и силуэта космической ракеты. Колонна упоминается и в самой песне: «Александрийский Столп покрылся, как мечтами, листвой». Кроме использования в видеоклипе, для оформления конверта альбома использован снимок барельефа пьедестала.
Также колонна изображена на обложке альбома «Lemur of the Nine» петербургской группы «Refawn».

### Колонна в литературе
- «Александрийский столп» упоминается в знаменитейшем стихотворении А. С. Пушкина «Памятник». Александрийский столп Пушкина — сложный образ, в нём присутствует не только памятник Александру I, но и аллюзия к обелискам Александрии и Горацию. При первой публикации название «Александрийский» было заменено В. А. Жуковским из опасения перед цензурой на «Наполеонов» (имелась в виду Вандомская колонна).

Кроме того, Пушкину современники приписывали двустишие:

В России дышит всё военным ремеслом

И ангел делает на караул крестом

Императорский виссон

И моторов колесницы, —

В чёрном омуте столицы

Столпник-ангел вознесён.
— Осип Мандельштам

### Колонна в нумизматике
В честь открытия памятника в 1834 году тиражом 15 тысяч экземпляров был выбит мемориальный рубль.
13 сентября 1996 года Банк России выпустил в обращение памятную монету номиналом 3 рубля из серии «Памятники архитектуры России», посвящённую ансамблю Дворцовой площади в Санкт-Петербурге. Монета изготовлена из серебра тиражом 15 тысяч экземпляров и массой 34,88 грамма.
25 сентября 2009 г. Банк России выпустил в обращение памятную монету номиналом 25 рублей, посвящённую 175-летию Александровской колонны в Санкт-Петербурге. Монета изготовлена из серебра 925-й пробы тиражом 1000 экземпляров и массой 169,00 грамма.

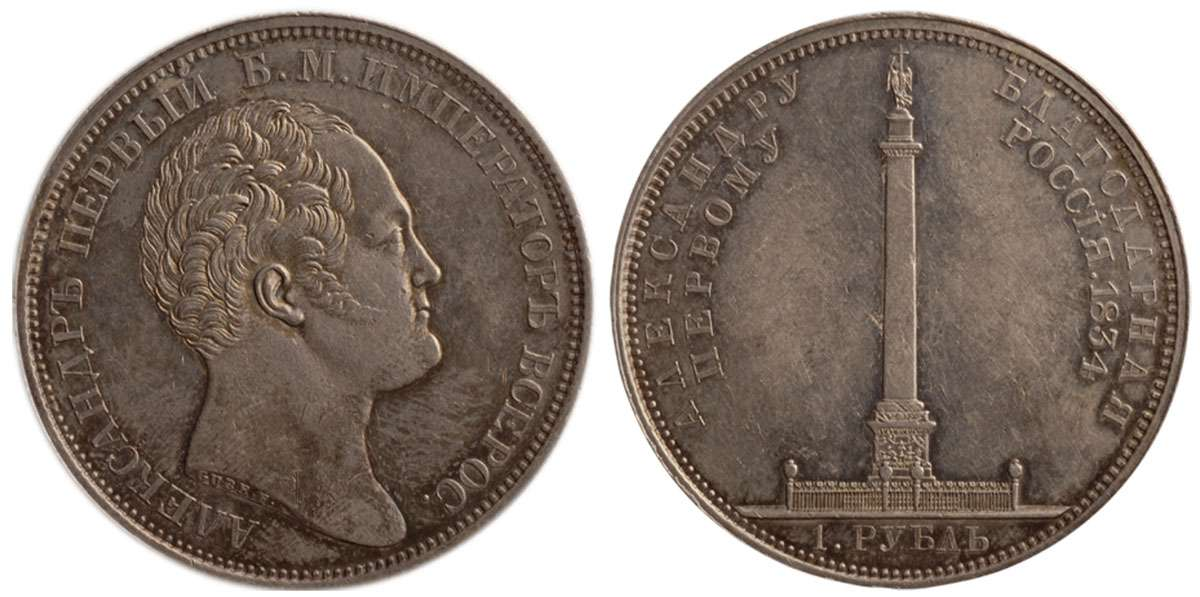
Рубль с портретом Александра I в честь открытия Александровской колонны 1834 года
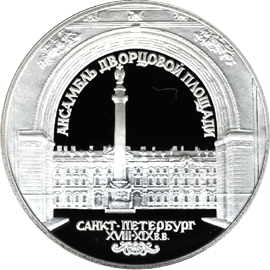
Монета в 3 рубля с изображением ансамбля Дворцовой площади, 1996 год
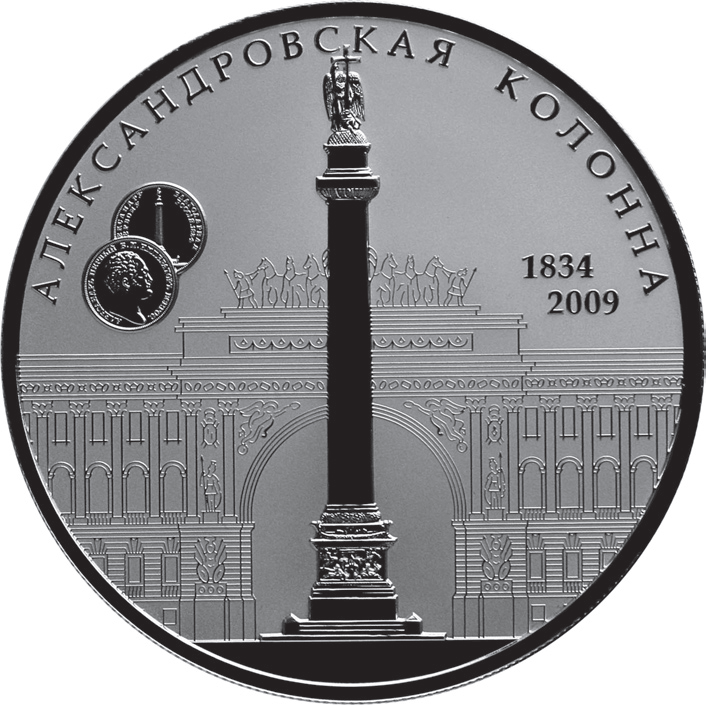
Монета в 25 рублей в честь 175-летия Александровской колонны, 2009 год